# Félix Almagro
Félix Almagro González (Torrijos, provincia de Toledo, 11 de junio de 1907 - Madrid, 13 de julio de 1939) fue un torero español. Falleció tras una cornada recibida del novillo Capirote en la plaza de toros de Las Ventas, siendo el primer torero en fallecer en esta plaza.

## Biografía
Se presentó como novillero en Madrid el 31 de julio de 1932. Tomó la alternativa en Marsella (Francia) el 4 de julio de 1937 de manos de Francisco Royo Turón "Lagartito", aunque no se consideró válida la alternativa en España, por haberse celebrado fuera del territorio nacional. El 13 de julio de 1939, participó en una novillada en la Plaza de Las Ventas, compartiendo cartel con Pepe Luis Vázquez y Mariano García. Mientras toreaba con la muleta al cuarto toro de la tarde de nombre Capirote, perteneciente al hierro de Domingo Ortega, cayó al suelo, y al intentar levantarse en la misma cara del animal, sufrió una aparatosa cogida, penetrándole el cuerno por encima de la clavícula, falleciendo aquel mismo día a las 11 de la noche en la enfermería de la plaza. Fue el primer torero fallecido en la historia de Las Ventas.